# کین سوگای
کین سوگای (ژاپنی: 菅井きん؛ ۲۸ فوریهٔ ۱۹۲۶ – ۱۰ اوت ۲۰۱۸) هنرپیشه ژاپنی بود. از فیلم‌هایی که وی در آن نقش داشته‌است می‌توان به کوایدان، پاییز آغاز شده‌است، خاکسپاری و گرگ اشاره کرد.
وی برای فیلم خاکسپاری برنده جایزه فیلم هوچی بهترین بازیگر نقش مکمل زن شد.